# Surto do vírus Nipah na Malásia em 1998-1999
O surto do vírus Nipah na Malásia em 1998-1999 foi um surto do vírus Nipah que ocorreu entre setembro de 1998 a maio de 1999 nos estados de Peraque, Negri Sambilão e Selangor, na Malásia, totalizando 265 casos confirmados de encefalite aguda e 105 mortes causadas pelo vírus durante o surto. Inicialmente, as autoridades de saúde da Malásia pensaram que a encefalite japonesa era a causa da infecção. Esse mal-entendido dificultou a implantação de medidas eficazes para prevenir a propagação, antes que a doença fosse identificada por um virologista local da Faculdade de Medicina da Universidade da Malásia como um agente recém-descoberto. Posteriormente, foi intitulado vírus Nipah (NiV). A doença era tão mortal quanto a doença do vírus Ebola (EVD), mas atacava o sistema cerebral em vez dos vasos sanguíneos. A Faculdade de Medicina e o Centro Médico, ambas da Universidade da Malásia, desempenharam um papel importante para o controle do surto, tratando a maioria dos pacientes de Nipah, além de terem sido fundamentais na coleta de dados e para interromper a disseminação do novo vírus.
Esta doença emergente causou grandes perdas em vidas humanas e animais, afetando o comércio de gado. Também criou um revés significativo para o setor suíno da indústria animal na Malásia. O país se tornou a origem do vírus, mas não tinha mais casos desde 1999. Outros surtos continuam a ocorrer em Bangladesh e na Índia.

## Contexto
O vírus atingiu fazendas com porcos no subúrbio de Ipoh, em Peraque, com a ocorrência de doença respiratória e encefalite entre os suínos, onde inicialmente acreditava-se que a causa do surto seriam por encefalite japonesa (abreviado do inglês: JE), uma vez que quatro amostras de soro dos 28 infectados humanos no local testaram positivo para Imunoglobulina M (IgM) específica de JE, o que também é confirmado pelas descobertas do Centro Colaborador da Organização Mundial da Saúde (OMS) para Doenças Tropicais na Universidade de Nagasaki. Um total de 15 pessoas infectadas morreram durante o surto que se seguiu, antes que o vírus começasse a se espalhar em Sikamat, Nipah River Village e Pelandok Hill, localizados no estado de Negri Sambilão, quando os fazendeiros afetados pelas medidas de controle começaram a vender seus porcos infectados para essas áreas. Posteriormente, 180 pacientes foram infectados pelo vírus, totalizando 89 mortes. Com mais movimento de porcos infectados, mais casos surgiram em torno do distrito de Sepang e Sungai Buloh em Selangor, com 11 casos e 1 morte relatados entre trabalhadores de matadouros em Singapura, que manusearam os porcos infectados importados da Malásia.

## Tentativa de controle e descoberta do vírus
Tendo em vista que o controle do surto foi aplicado erroneamente, medidas precoce como a nebulização de mosquitos e vacinação de porcos contra a encefalite japonesa implantadas na área afetada se mostraram ineficazes, com mais casos surgindo, apesar dessas medidas iniciais. Com o aumento das mortes relatadas pelo surto, isso causou medo nacional da população e o quase colapso da indústria suinícola local. A maioria dos profissionais de saúde que cuidavam de seus pacientes infectados estavam convencidos de que o surto não era causado por JE, uma vez que a doença afetava mais adultos do que crianças, incluindo aqueles que haviam sido vacinados anteriormente contra JE. Por meio de novas autópsias nas vítimas, os resultados foram inconsistentes com os resultados anteriores e sugeriram que pode ter vindo de outro agente. Isso foi apoiado por várias descobertas, incluindo que todas as pessoas infectadas tiveram contato físico direto com porcos e todos os suínos infectados desenvolveram sintomas graves de "tosse lacrimejante" antes de morrer. Apesar das evidências colhidas nos resultados da autópsia, com novas descobertas entre os pesquisadores locais, o governo federal, especialmente as autoridades de saúde, continuou insistindo que a causa das mortes era apenas pela JE, o que atrasou outras ações apropriadas para o controle do surto.

### Identificação do vírus
No início de março de 1999, um virologista médico local da Universidade da Malásia finalmente descobriu a causa raiz da infecção. Descobriu-se que a infecção foi causada por um novo agente chamado vírus Nipah (NiV), retirado da área de investigação chamada Nipah River Village (em malaio:  Kampung Sungai Nipah), até então desconhecido nos registros científicos disponíveis na época. A origem do vírus foi determinada por se tratar de uma espécie nativa de morcego frugívoro. Juntamente com o vírus Hendra (HeV), o novo vírus foi posteriormente reconhecido como um novo gênero, Henipavirus (Hendra + Nipah) na família Paramyxoviridae. NiV e HeV compartilham epítopos suficientes para antígenos de HeV para serem usados em um protótipo de teste sorológico para anticorpos de NiV, o que ajudou na triagem e diagnóstico subsequentes da infecção por NiV. Após as descobertas, foi realizada uma ampla vigilância das populações de porcos, juntamente com o abate de mais de um milhão de porcos, e a última fatalidade humana ocorreu em 27 de maio de 1999. O surto na vizinha Singapura também terminou com a proibição imediata da importação de suínos para o país e o subsequente fechamento de matadouros. A descoberta do vírus recebeu a atenção dos Centros de Controle e Prevenção de Doenças (CDC), Organização de Ciência e Pesquisa Industrial da Commonwealth (CSIRO) e Hospital Geral de Singapura (SGH), que deram assistência rápida para a caracterização do vírus e o desenvolvimento de vigilância e medidas de controle.

## Consequências
Até a década de 2010, a proibição da criação de porcos em Pelandok Hill ainda estava em vigor para evitar a recorrência do surto, apesar de alguns agricultores terem reiniciado silenciosamente seus negócios após serem encorajados por líderes comunitários. A maioria dos fazendeiros que sobreviveram na época da criação de suínos, voltou para o cultivo de óleo de palma e Artocarpus integer (cempedak). Desde que o vírus foi intitulado "Nipah", a partir da amostra coletada na vila do rio Nipah, em Pelandok Hill, a última área se tornou sinônimo do vírus mortal.